# Липскеров, Фёдор Александрович
Фёдор Александрович Липскеров (11 ноября 1912, Москва — 3 марта 1977, Москва) — советский конферансье, режиссёр-постановщик эстрады и цирка, автор эстрадных номеров, рассказов и фельетонов.

## Биография
Родился в Москве в семье адвоката Александра Фёдоровича Липскерова (1883—1960), уроженца Керчи, и врача Розалии Натановны Липскеровой (урождённой Каплан, 1884—1967), родом из Одессы. В 1931—1932 годах был артистом передвижного Театра миниатюр при Центральном театре Красной Армии под руководством В. Я. Типота. В 1933—1934 годах — артист Горьковского мюзик-холла «Ревю» под руководством Л. Б. Мирова. В 1940 году окончил режиссёрский факультет Государственного института театрального искусства.
В 1940—1941 годах — режиссёр Московского театра сатиры, занимался вводом актёров-дублёров в спектакли. С 1941 года участник артистических фронтовых бригад, служил во фронтовом театре Комитета по делам искусств 4-го Украинского фронта, в 1942—1944 годах руководил фронтовым театром малых форм «Огонёк», где был постановщиком спектаклей, сам в них играл и выступал в роли конферансье. Награждён орденом Красной Звезды (1945). С 1945 года конферансье в Московской концертной организации.
Печатал фельетоны, скетчи и сценки в газете «Вечерняя Москва», в журналах «Советская эстрада и цирк», «Театр, жизнь» и других.
Сценический образ Липскерова следовал виду профессора — строгий костюм, роговые очки, глуховатый голос. Как режиссёр ставил как целые эстрадные спектакли, так и отдельные номера. В 1959 году с выпускниками Эстрадной студии при Московском театре эстрады поставил программу «Юность в пути». Работал в программе Леонида Утёсова «Перелистывая страницы». Автор слов песни «Тяжёлый сон» (1949) в исполнении Шурова и Рыкунина. Жил на Петровском бульваре, дом 17, кв. 8.

## Семья
- Жена — Руфь Рафаиловна Липскерова (1912—2000), экономист.
  - Сын — Михаил Фёдорович Липскеров (род. 1939), драматург, сценарист, писатель.
    - Внук — Дмитрий Михайлович Липскеров (род. 1964), писатель и драматург.
- Дядя — Владимир Натанович Каплан (1890—1937, погиб под следствием), делегат III и IV съездов партии социалистов-революционеров, член Петроградского комитета ПСР (1917), депутат Совета рабочих и солдатских депутатов, член ВЦИК и Временного Совета Российской Республики (Предпарламента).